# Schule (Musikstil)
1. WEITERLEITUNG Schule (Musikgeschichte)